# Petar I. Kandijan
Petar I. Kandijan (Pietro I. Candiano, 842. – Makarska, 18. rujna 887.) šesnaesti je dužd Mletačke Republike.
Njegovo duždevski mandat trajajo je samo pet mjeseci. Na mjesto dužda izabran je 17. travnja 887. nakon što je njegov prethodnik Giovanni II. Partecipazio bio prisiljen dati ostavku zbog lošeg zdravlja.
Novoizabrani mletački dužd za prvi zadatak uzeo je poraziti malu neovisnu hrvatsku Neretvanska kneževinu, kojoj je jezgra bila u delti Neretve i po obližnjim otocima. Njene gusarske akcije deseljećima su pravile Mlečanima probleme, a 880-ih su im ovi vrsni ratnici i pomorci postali nesnosni. Te 887. godine zaputio se brodovljem u kaznenu ekspediciju prema Neretvanima. Prvi pohod je završio bez rezultata, a u drugom pohodu prema zapisima mletačkog ljetopisca Ivana Đakona, snage mletačkog brodovlja činilo je 12 brodova. Iskrcao se kod Makra. Prvi udarni val mletačkih postrojba bio je uspješan. Mlečani su Neretvanima uništili pet brodova. No, uskoro, 18. rujna 887. godine u bitci kod Makarske Neretvani su snažno uzvratili. Tako snažno da su u potpunosti razbili mletačke snage i na kopnu i na moru. Sam je mletački dužd Petar I. Kandijan poginuo u ovoj bitci, a njegovo tijelo Mlečani nisu uspjeli odnijeti, nego je ostalo kod Neretvana. Mletački ga je tribun Andrija morao ukrasti da bi ga pokopao u stolnoj crkvi u Gradu. Petar I. Kandijan prvi je dužd koji je poginuo u službi za Mletačku Republiku. Od onda pa sve do konca 10. stoljeća Hrvati i Mlečani žive u miru, a iz spisa Ivana Đakona jasno je da su Mlečani od tada Hrvatima i Neretvanima plaćali danak (tributum pacis) za plovidbu Jadranom i takvo se stanje održalo do početka 11. stoljeća.
Zanimljivo je da se dugo vremena za jedan nadgrobni spomenik kod Makarske (za kojeg se poslije pokazalo da je iz 1. stoljeća) vjerovalo da je nadgrobni spomenik mletačkog dužda Petra I. Kandijana koji je poginuo nedaleko od tog mjesta u ovoj pomorsko-kopnenoj bitci.
Na mjestu dužda ga je, poslije neuspjelog pokušaja njegovog predhodnika Giovannija II. Partecipazija da povrati vlast, naslijedio Pietro Tribuno. Usprkos kratke i neuspješne vladavine, Pietro I. Candiano je označio početak uspona njegove obitelji u političkom životu Venecije. Njegov sin Pietro II. Candiano, također je kasnije postao dužd.

## Vanjske poveznice
|  | Zajednički poslužitelj ima još gradiva o temi Petra I. Kandijana |